# Julius Eichel
Julius Eichel (* 2. Januar 1896 in Sokolow; † 24. März 1989 in Brooklyn, New York City, New York) war ein US-amerikanischer Pazifist.

## Biographie
Geboren in Österreich-Ungarn kam er im Alter von drei Jahren mit seinem Vater, einem armen Schneider, in die USA.
Der Sozialist verweigerte sich 1917 der Musterung zur Teilnahme am Ersten Weltkrieg und wurde dafür zunächst von einem Kriegsgericht zu 20 Jahren Haft verurteilt. Das Urteil wurde revidiert, so dass er 26 Monate in verschiedenen Gefängnissen verbrachte, darunter in Fort Leavenworth. Wegen seiner Weigerung zu arbeiten wurde er acht Stunden täglich derart angekettet, dass seine Füße kaum den Boden berührten.
Nach der Haft musste er die High School verlassen, um zum Unterhalt der Familie beizutragen. Neben der Arbeit besuchte er aber eine private Abendschule und dann die New York University. Als Nazi-Deutschland 1939 den Zweiten Weltkrieg begann, verließ er ohne Abschluss die Universität.
Als Präsident Franklin D. Roosevelt 1940 die erste Einberufung in Friedenszeiten ankündigte, schrieb Eichel alle ihm bekannten Kriegsdienstverweigerer aus dem Ersten Weltkrieg an. Nach einem Treffen erklärten die Teilnehmer ihre Ablehnung der Einberufung und der Teilnahme der USA am Zweiten Weltkrieg.
Nachdem der Kongress ein Gesetz zur Wehrerfassung aller Männer zwischen 21 und 60 Jahren beschloss, weigerte er sich offen, sich erfassen zu lassen. Daraufhin wurde er festgenommen und erst nach Zahlung einer Kaution von 25 000 $ freigelassen. Das Verfahren wurde schließlich ausgesetzt. 1942 begann er mit der Herausgabe des Absolutionist, dessen Hauptaufgabe war, die Misshandlung inhaftierter Kriegsdienstgegner an die Öffentlichkeit zu bringen.
1948 wurde das Central Committee for Conscientious Objectors gegründet, in dessen Vorstand Eichel gewählt wurde.

## Auszeichnungen
1976 erhielt Julius Eichel den War Resisters League Peace Award.